# Salomon Islands

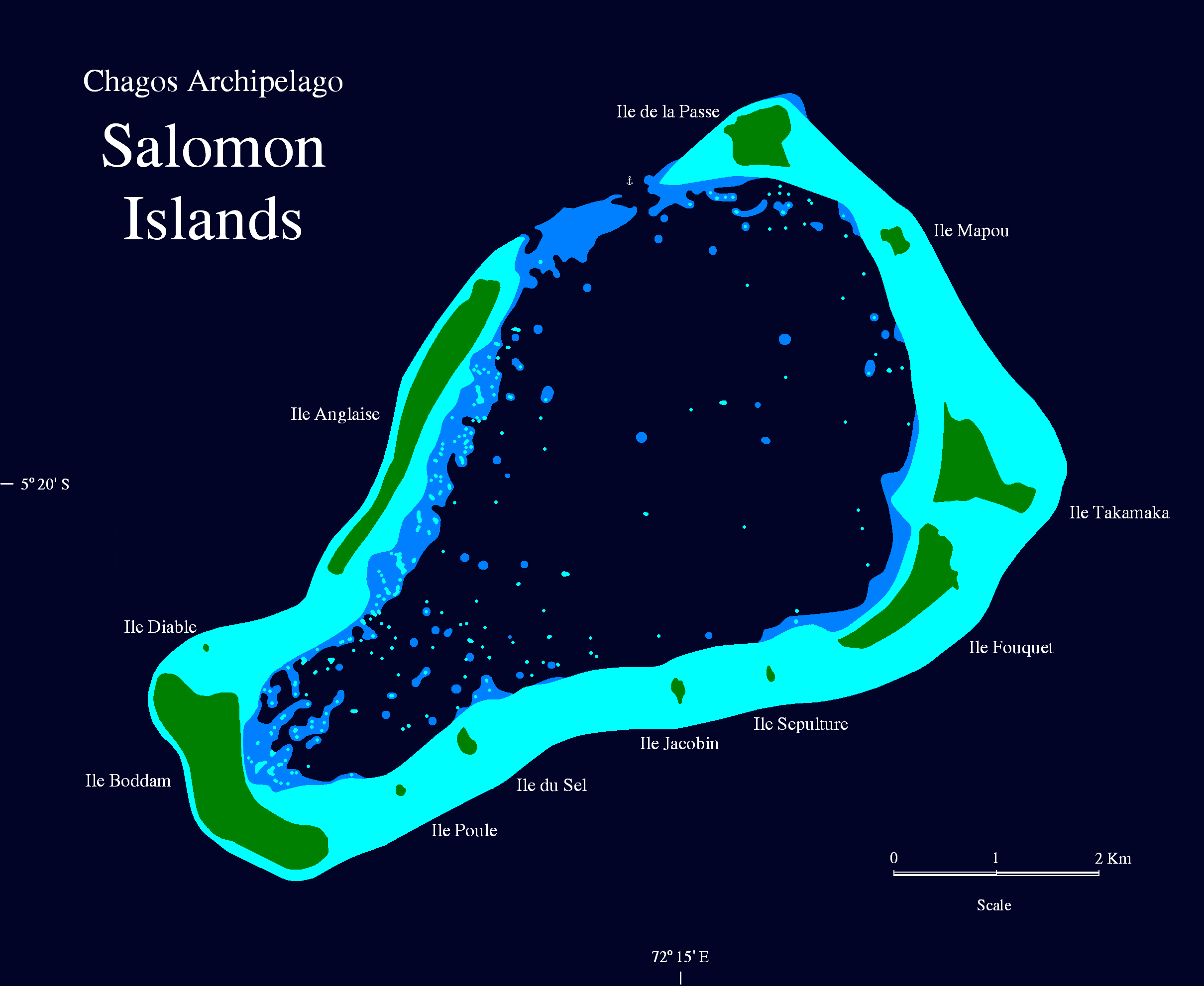
Salomon Islands

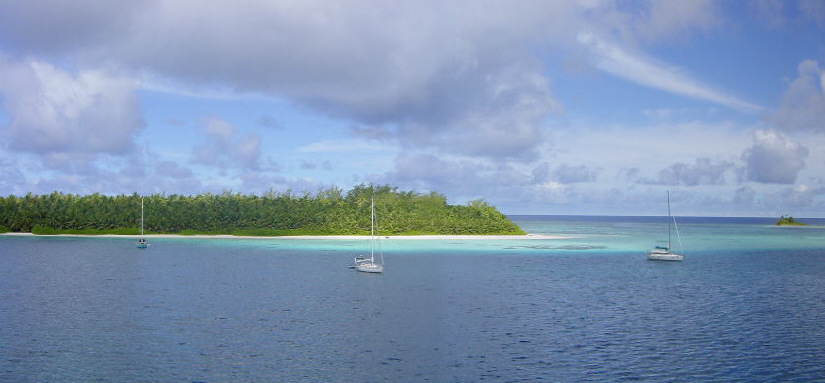
Wyspa Boddam oraz wysepka Île Diable po prawej stronie

Salomon Islands (także Salomon Atoll) – niewielki atol wchodzący w skład archipelagu Czagos, który stanowi część Brytyjskiego Terytorium Oceanu Indyjskiego.

## Opis
Salomon Islands leżą w północno-wschodniej części archipelagu Czagos, pomiędzy wyspami Blenheim Reef i Peros Banhos. Głównymi wyspami atolu są Île Boddam (dawna osady główna o powierzchni 1,08 km²) oraz Île Anglaise (0,82 km²) - obydwie zlokalizowane na zachodnim brzegu rafy. Istnieją też mniejsze osady - Chagossians na Île Fouquet (0,45 km²) i Île Takamaka (0,48 km²) zlokalizowane na wschodnim brzegu rafy oraz Île de la Passe (0,28 km²) i  pobliska Île Mapou (0,04 km²) zlokalizowane na północnym krańcu. Pozostałe wysepki są znacznie mniejsze. Całkowita powierzchnia wysp wynosi 3,56 km².
Istnieje przejście do wnętrza laguny o nazwie Baie de Salomon pomiędzy wyspami Île Anglaise i Île de la Passe zlokalizowane w północnej części atolu. Salomon Islands są jednym z ulubionych miejsc do kotwiczenia jachtów przez żeglarzy przepływających przez Czagos, nawet jeśli nie ma odpowiednich miejsc do cumowania jachtów oraz wymagane jest zezwolenie od władz Brytyjskiego Terytorium Oceanu Indyjskiego. Obecnie niezamieszkane wyspy zostały opanowane przez niską dżunglę, której roślinność rozrasta się pomiędzy drzewami kokosowymi, w związku z czym trudno odnaleźć jest ślady dawnych osad zamieszkiwanych przez ludzi.

## Historia
Salomon Islands zostały zamieszkane w drugiej połowie XVIII wieku przez robotników z plantacji kokosowych z wyspy Isle de France (obecnie Mauritius). Niewiele wiadomo na temat warunków życia robotników, którzy w większości byli pochodzenia afrykańskiego. Jednak wielce prawdopodobne jest, że żyli oni w warunkach zbliżonych do niewolnictwa. Firma nadzorująca plantację nazywała się Chagos Agalega Company.
Atol został przemierzony przez komandora Indyjskiej Marynarki Wojennej Roberta Moresby'ego z HMS Benares w 1837 roku. Badania Moresby'ego pozwoliły na opublikowanie pierwszej szczegółowej mapy atolu. Atol został ponownie przemierzony w 1905 roku przez komandora B.T. Sommerville'a z HMS Sealark, który narysował bardziej szczegółową mapę. Niektóre z wysp były zamieszkane przez rdzenną ludność, jednak gdy rząd brytyjski zdecydował o wysiedleniu ludności z Czagos, tylko Île Boddam pozostała zamieszkana. 
Mieszkańcy atolu (około 400 osób) zostali siłą zmuszeni do opuszczenia miejsc zamieszkania i przesiedleni na Mauritius przez Brytyjczyków.
Na Île Boddam było molo, sklepy, biura, szkoła, kościół i dom zarządcy plantacji. Obecnie wszystkie te budynki są ukryte w gęstej dżungli. Na Île Boddam i Île Takamaka są studnie, dzięki którym możliwe jest uzupełnianie zapasów wody na jachtach.

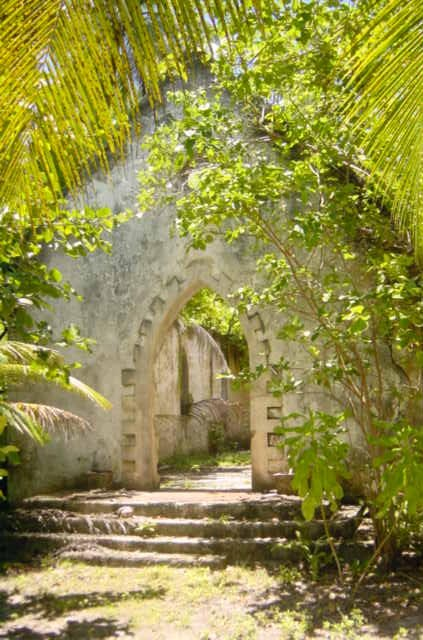
Opuszczony kościół na Île Boddam

## Wysepki
Poszczególne wysepki atolu wymienione począwszy od północy w kierunku zgodnym ze wskazówkami zegara:
1. Île de la Passe
2. Île Mapou
3. Île Takamaka
4. Île Fouquet
5. Île Sepulture
6. Île Jacobin
7. Île du Sel
8. Île Poule
9. Île Boddam
10. Île Diable
11. Île Anglaise